# なんだしっ!
「なんだしっ!」は、クマムシの2枚目のシングル。2015年6月24日に音楽配信、同年7月29日にCDで発売。発売元はユニバーサルミュージック。
3ヶ月連続リリースの「夏の湘南3部作」の1作目である。

## 解説
前作から5ヶ月ぶりとなるシングルであり、今回のシングルのジャケットやミュージック・ビデオは湘南がモチーフになっている。
メンバーの長谷川俊輔は、ネタが次々にCD化されていくことに興奮気味で「3部作でつながっていくとはもともと思っていなかったので、率直にうれしい」と笑顔で述べた。
昨年末のテレビ番組で初披露したという歌ネタ「なんだしっ!」は、電車の中で女子高生が頻繁に使っていた言葉から思いついたと言う。
また、表題曲の「なんだしっ!」は、夏を感じさせるアップテンポな曲になっている。
今回のシングルCDには、特典DVDがセットとなっており、新曲のミュージックビデオなどが収録されている。また、メンバーの佐藤大樹が作詞作曲するのは初であり、その作った曲のタイトルは「モグラのブルース」で、「彼女にプレゼントした曲」だと言っており、モグラは自分たちのイメージキャラクターである。「モグラは暗い地面の中で、なんでカップルが出会えるのかが、科学的にも解明されていなくて、出会ったのが運命としか言いようがない。『僕らも運命的に出会ったね』と、僕が彼女に言ったのがきっかけ」と述べた。
ミュージックビデオには、吉岡里帆がヒロイン役で出演。また前作同様にクマムシと同じ事務所であるフォーリンラブのバービーが出演している。
次作の「シャンプー」は、本作のCD発売日と同時に配信リリースされた。
前作「あったかいんだからぁ♪」を英語版にしたカストロさとしがYouTubeに投稿していた「Attakaindakaraa♪」をカップリング曲として収録している。長谷川はカストロさとしとともに英語での録音に臨んだが、この曲ではオリジナルで佐藤に唯一与えられていた「YES!」というパートが削られており、佐藤の出番はない。

## タイアップ
- 表題曲「なんだしっ!」は、日本テレビ系『PON!』の2015年7月度のエンディングテーマソングである[7]。

## 発売形態
本作は初回限定盤と通常盤があり、初回限定盤には特典DVDが付属となっている。価格は初回限定盤は1759円、通常盤は1111円となっている（全て税抜き）。

## 収録曲
| 全作曲: クマムシ。 |                                                        |                                                     |            |            |      |
| #                  | タイトル                                               | 作詞                                                | 作曲・編曲 | 編曲       | 時間 |
| 1.                 | 「なんだしっ!」                                        | クマムシ                                            | クマムシ   | 十川ともじ | 4:04 |
| 2.                 | 「Attakaindakaraa♪ feat.カストロさとし」               | クマムシ、LYSSA（英語詞）、カストロさとし（英語詞） | クマムシ   | 大河内航太 | 3:50 |
| 3.                 | 「あったかいんだからぁ♪（盆踊りver.）」                | クマムシ                                            | クマムシ   | 武藤星児   | 3:39 |
| 4.                 | 「なんだしっ!」(Instrumental)                          |                                                     | クマムシ   |            | 4:04 |
| 5.                 | 「Attakaindakaraa♪ feat.カストロさとし」(Instrumental) |                                                     | クマムシ   |            | 3:49 |
| 6.                 | 「あったかいんだからぁ♪（盆踊りver.）」(Instrumental)  |                                                     | クマムシ   |            | 3:56 |
| 合計時間:          | 合計時間:                                              | 合計時間:                                           | 合計時間:  | 23:04      |      |

| #  | タイトル                             | 作詞 | 作曲・編曲 | 監督 |
| -- | ------------------------------------ | ---- | ---------- | ---- |
| 1. | 「山の如し」                         |      |            |      |
| 2. | 「保留音の歌」                       |      |            |      |
| 3. | 「ジャンケンソング」                 |      |            |      |
| 4. | 「会議風景〜クマムシ佐藤の音楽室〜」 |      |            |      |
| 5. | 「モグラのブルース」                 |      |            |      |